# 파인테크닉스
주식회사 파인테크닉스(영어: Finetechnix)는 경기도 안양시 만안구 덕천로 38에 본사를 둔 LED 조명 기업이다.

## 역사
2009년 1월에 파인디앤씨로부터 분할 설립되었으며 동년 3월 16일에 코스닥 시장에 상장하였다.

## 정치 테마주
회사의 최대주주인 홍성천 사장이 같은 남양 홍씨이란 이유로 홍준표 대구시장의 테마주로 분류되어 있다.